# Klärdünger
Klärdünger ist ein organischer Dünger aus Klärschlamm für landwirtschaftliche Nutzflächen. Der Einsatz ist umstritten wegen der Schwermetalle und Schadstoffe, die in das Grundwasser und die Nahrungskette gelangen können. Die Verwertung von Klärschlamm als Dünger unterliegt der Klärschlammverordnung (AbfKlärV) und der Düngemittelverordnung (DüMV).
Etwa 20 % der Trockenmasse bestehen aus Wert gebenden Pflanzennährstoffen wie Stickstoff, Phosphor und Kalk sowie Magnesium und Kalium. Düngerechtlich exakt deklarierte Klärschlämme oberer Güte, welche pflanzenbauliche Vorteile von der direkten Nährstoffwirkung, der Humuszufuhr und dem Kalkeffekt besitzen, werden Klärdünger genannt.
Klärdünger ist ein Ersatz für Mineraldünger aus der chemischen Mineraldüngerindustrie.
Die Verwendung von Klärdünger, Klärschlamm oder Klärschlammkompost ist in Österreich beim Integrierten Weinbau, Organisch-biologischen Weinbau und Biologisch-dynamischen Weinbau verboten.